# Liste der Kulturdenkmale in Langenweißbach

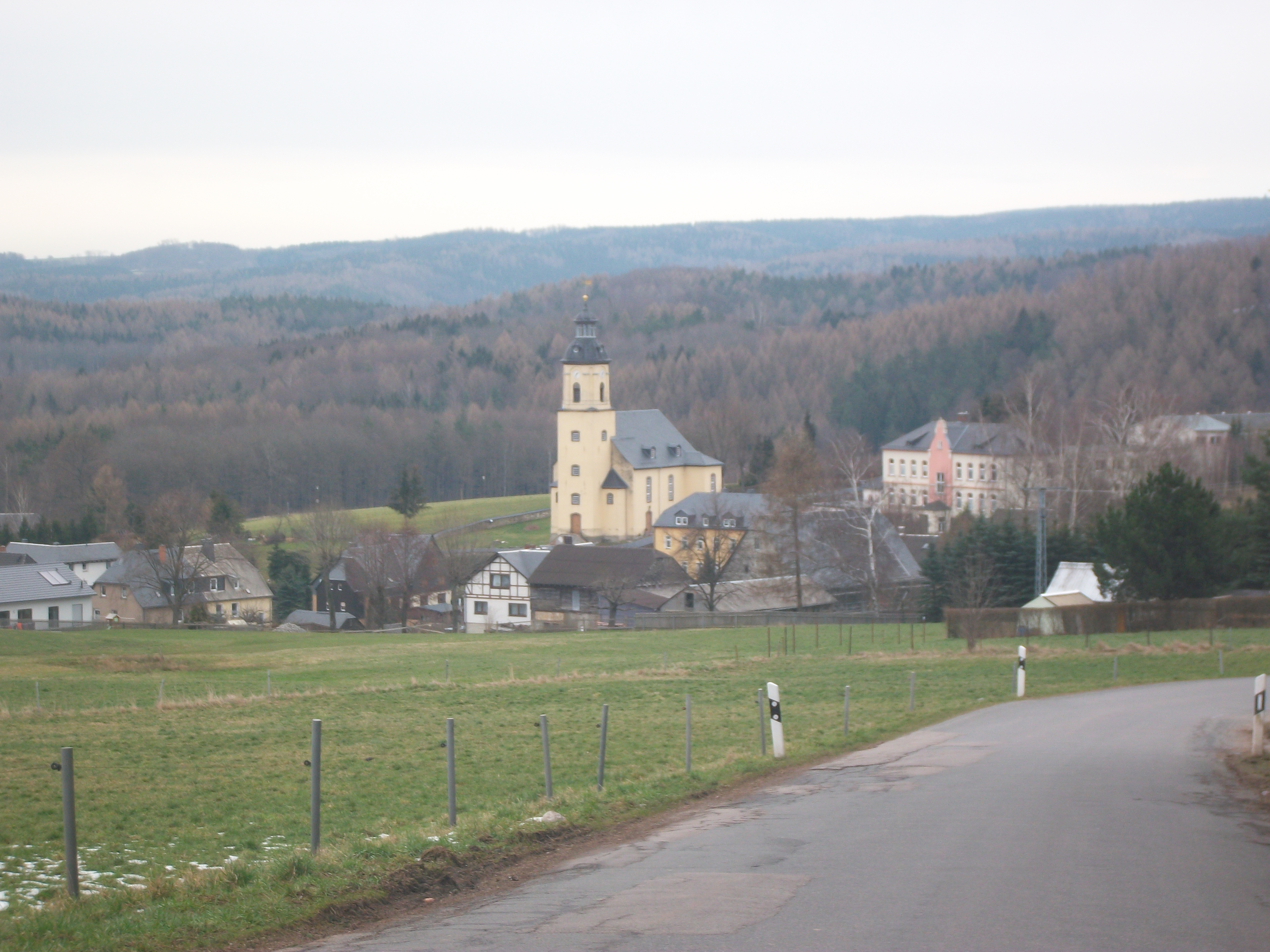
Kirche von Langenbach

Die Liste der Kulturdenkmale in Langenweißbach enthält die Kulturdenkmale in Langenweißbach.
Diese Liste ist eine Teilliste der Liste der Kulturdenkmale in Sachsen.

## Legende
- Bild: Bild des Kulturdenkmals, ggf. zusätzlich mit einem Link zu weiteren Fotos des Kulturdenkmals im Medienarchiv Wikimedia Commons. Wenn man auf das Kamerasymbol klickt, können Fotos zu Kulturdenkmalen aus dieser Liste hochgeladen werden:
- Bezeichnung: Denkmalgeschützte Objekte und ggf. Bauwerksname des Kulturdenkmals
- Lage: Straßenname und Hausnummer oder Flurstücknummer des Kulturdenkmals. Die Grundsortierung der Liste erfolgt nach dieser Adresse. Der Link (Karte) führt zu verschiedenen Kartendiensten mit der Position des Kulturdenkmals. Fehlt dieser Link, wurden die Koordinaten noch nicht eingetragen. Sind diese bekannt, können sie über ein Tool mit einer Kartenansicht einfach nachgetragen werden. In dieser Kartenansicht sind Kulturdenkmale ohne Koordinaten mit einem roten bzw. orangen Marker dargestellt und können durch Verschieben auf die richtige Position in der Karte mit Koordinaten versehen werden. Kulturdenkmale ohne Bild sind an einem blauen bzw. roten Marker erkennbar.
- Datierung: Baubeginn, Fertigstellung, Datum der Erstnennung oder grobe zeitliche Einordnung entsprechend des Eintrags in der sächsischen Denkmaldatenbank
- Beschreibung: Kurzcharakteristik des Kulturdenkmals entsprechend des Eintrags in der sächsischen Denkmaldatenbank, ggf. ergänzt durch die dort nur selten veröffentlichten Erfassungstexte oder zusätzliche Informationen
- ID: Vom Landesamt für Denkmalpflege Sachsen vergebene, das Kulturdenkmal eindeutig identifizierende Objekt-Nummer. Der Link führt zum PDF-Denkmaldokument des Landesamtes für Denkmalpflege Sachsen. Bei ehemaligen Kulturdenkmalen können die Objektnummern unbekannt sein und deshalb fehlen bzw. die Links von aus der Datenbank entfernten Objektnummern ins Leere führen. Ein ggf. vorhandenes Icon  führt zu den Angaben des Kulturdenkmals bei Wikidata.

## Grünau
| Bild                                    | Bezeichnung                                                                                       | Lage                                    | Datierung                      | Beschreibung | ID       |
| --------------------------------------- | ------------------------------------------------------------------------------------------------- | --------------------------------------- | ------------------------------ | --- | -------- |
| Direkt Bild zu diesem Denkmal hochladen | Villa (Nr. 3), Nebengebäude (Nr. 5) und Garten                                                    | Fährsteig 3; 5 (Karte)                  | um 1910                        | Baugeschichtlich und ortsgeschichtlich von Bedeutung, im Heimatstil, die Villa mit Eckerker und verschindelter Giebel. - Villa: Eingeschossiger, vielgliedriger Putzbau mit ausgebautem Dachgeschoss, Holzschindeln, polygonaler Eckerker mit Pyramidendach und Wetterfahne, bezeichnet „T W“, - Nebengebäude: Langgestreckter Komplex mit vorgezogenen Eckbauten, Holzschindeln und Dachhäuschen, erfasst unter der Anschrift: Wildenfelser Straße 52. | 08956295 |
| Direkt Bild zu diesem Denkmal hochladen | Wohnhaus                                                                                          | Fährsteig 6 (Karte)                     | 2. Hälfte 19. Jahrhundert      | Fachwerkhaus, baugeschichtlich von Bedeutung, Teil des Ortsbildes. Erdgeschoss massiv, Eingangsvorbau Fachwerk, Obergeschoss Fachwerk, große Dachhäuschen, saniert, erfasst unter der Anschrift: Wildenfelser Straße 53. | 08956280 |
| Direkt Bild zu diesem Denkmal hochladen | Wohnhaus                                                                                          | Wildenfelser Straße 69 (Karte)          | 2. Hälfte 19. Jahrhundert      | Obergeschoss Fachwerk verbrettert, Erdgeschoss massiv, Tür mit Steingewände, baugeschichtlich von Bedeutung. | 08956296 |
| Direkt Bild zu diesem Denkmal hochladen | Wohnhaus                                                                                          | Wildenfelser Straße 70 (Karte)          | 2. Hälfte 18. Jahrhundert      | Ehemals Schleiferei, stattlich mit Fachwerkobergeschoss, baugeschichtlich und ortsgeschichtlich von Bedeutung. Breitgelagert mit massivem Erdgeschoss, Obergeschoss Fachwerk verkleidet, 6 zu 5 Achsen, Krüppelwalmdach. | 08956297 |
| Direkt Bild zu diesem Denkmal hochladen | Mietvilla mit Garten                                                                              | Wildenfelser Straße 73 (Karte)          | 2. Hälfte 19. Jahrhundert      | Baugeschichtlich und ortsgeschichtlich von Bedeutung, historisierend mit Klinkerfassade, Teil des Ortsbildes. Vielgliedriger Bau aus rotem Backstein mit aufwendigen Sandsteingliederungen und abwechslungsreicher Dachlandschaft. | 08956298 |
| Direkt Bild zu diesem Denkmal hochladen | Dreiseithof mit Wohnstallhaus, Scheune und Stallgebäude mit angebautem Schuppen sowie Toreinfahrt | Wildenfelser Straße 75 (Karte)          | 1753                           | Ortsbildprägender Dreiseithof, baugeschichtlich, sozialgeschichtlich und wirtschaftsgeschichtlich von Bedeutung, am Stall Fachwerkkonstruktion mit Kopfstreben, am Wohnhaus hübsches Portal. - Wohnstallhaus: Erdgeschoss massiv, Obergeschoss einriegeliges Fachwerk, - Scheune: Fachwerk und Holzkonstruktion, einriegelig mit Kopfband, - Stall: Außergewöhnlich langgestreckte Fachwerkkonstruktion mit Kopfband. | 08956299 |
| Direkt Bild zu diesem Denkmal hochladen | Zwei Scheunen und Seitengebäude (mit Oberlaube) eines Vierseithofes                               | Wildenfelser Straße 77 (Karte)          | 18. Jahrhundert                | Baugeschichtlich, sozialgeschichtlich und wirtschaftsgeschichtlich von Bedeutung, ortsbildprägende Fachwerkbauten, Fachwerk zum Teil verbrettert, Oberlaube am Seitengebäude mit Seltenheitswert. - Stallscheune: Erdgeschoss durch Garageneinbau verändert, Obergeschoss Fachwerk und verkleidete Oberlaube, Krüppelwalmdach mit Dachhecht, - Erste Scheune: Fachwerkbau, - Zweite Scheune: Holzkonstruktion, Wohnstallhaus (bezeichnet „1881“, im Kern älter) ohne Denkmalwert. | 08956311 |
| Direkt Bild zu diesem Denkmal hochladen | Wohnhaus                                                                                          | Wildenfelser Straße 78 (Karte)          | 1. Viertel 20. Jahrhundert     | Erhöht gelegenes kleines Holzhaus, baugeschichtlich von Bedeutung, im Heimatstil, Seltenheitswert. Auf hohem Feldsteinsockel eingeschossiger Bau mit Dachhecht, kleiner Eingangsvorbau. | 08956310 |
| Direkt Bild zu diesem Denkmal hochladen | Kriegerdenkmal für die Gefallenen des Ersten Weltkrieges                                          | Wildenfelser Straße 78 (bei) (Karte)    | nach 1918 (Kriegerdenkmal)     | Als Granitblock mit Kupfertafel, ortshistorische Bedeutung. | 08956309 |
| Direkt Bild zu diesem Denkmal hochladen | Schule, heute Wohnhaus                                                                            | Wildenfelser Straße 81 (Karte)          | 1850                           | Ortsgeschichtliche Bedeutung, für die Größe des Ortes aufwendiger Bau mit Dachreiter. Vielgestaltiger zweigeschossiger Putzbau auf verwinkeltem Grundriss, Bruchstein- oder. Polygonalsockel auf Granit, profilierte Sandsteinfenstergewände, Treppenhaus vorgezogen, im hinteren Teil Rundbogenfenster, am Giebel Zierfachwerk, Dachüberstand, flaches Satteldach mit Türmchen (barockisierend), originale Tür, originale Bodenfliesen, originales Treppenhaus sowie viele originale Details. | 08956381 |
| Direkt Bild zu diesem Denkmal hochladen | Wohnstallhaus (Umgebinde) und Stallscheune eines ehemaligen Dreiseithofes                         | Wildenfelser Straße 91 (Karte)          | 18. Jahrhundert                | Baugeschichtlich, hausgeschichtlich, wirtschaftsgeschichtlich und sozialgeschichtlich von Bedeutung, ortsbildprägende Lage, das Fachwerk verkleidet, das Umgebindehaus für die Region von großem Seltenheitswert. - Wohnstallhaus: Erdgeschoss massiv, links 2/2 Umgebinde, Obergeschoss Fachwerk verbrettert und verschiefert, - Stallscheune: Erdgeschoss massiv, Obergeschoss Fachwerk verbrettert und verschiefert. | 08956307 |
| Direkt Bild zu diesem Denkmal hochladen | Wohnhaus und Nebengebäude                                                                         | Wildenfelser Straße 92 (Karte)          | bezeichnet 1900                | Baugeschichtlich von Bedeutung, ein Gründerzeitgebäude mit mehrfarbiger Ziegelsteinfassade, Teil des Ortsbildes. Zweigeschossiger roter Backsteinbau mit gelben Gliederungen und Gusssteinen, Kranzgesims, Dachausbau. | 08956308 |
| Direkt Bild zu diesem Denkmal hochladen | Wohnstallhaus und Scheune eines Zweiseithofes (vermutlich ehemaliger Dreiseithof)                 | Wildenfelser Straße 98 (Karte)          | 18. Jahrhundert                | Baugeschichtlich, wirtschaftsgeschichtlich und ortsgeschichtlich von Bedeutung, Teil der alten Ortsstruktur (auf dem Gelände auch ehemalige Wasserburg, siehe Objekt 08956305), einer der ältesten Höfe im Ort. - Wohnstallhaus: Erdgeschoss massiv, Obergeschoss mit einriegeligem Fachwerk, - Scheune: Hohes, massives Erdgeschoss, Obergeschoss Fachwerk. | 08956306 |
| Direkt Bild zu diesem Denkmal hochladen | Insel mit ringförmigem Wassergraben einer ehemaligen Wasserburg                                   | Wildenfelser Straße 98 (bei) (Karte)    | um 1150                        | Ortsgeschichtlich von Bedeutung. Insel von 10 bis 15 Metern Durchmesser. | 08956305 |
| Direkt Bild zu diesem Denkmal hochladen | Wohnstallhaus, Stallgebäude, Scheune und Torbogen eines Dreiseithofes                             | Wildenfelser Straße 99 (Karte)          | Kern 1. Hälfte 18. Jahrhundert | Baugeschichtlich, hausgeschichtlich, sozialgeschichtlich und wirtschaftsgeschichtlich von Bedeutung, stattliches Wohnhaus mit reicher und seltener Fachwerkkonstruktion (Thüringer Leiter, profilierte Schwelle und Balkenköpfe, vorkragendes Fachwerk), Fachwerkgiebel verkleidet. - Wohnstallhaus: Breitgelagert, Erdgeschoss aus Bruchstein, Obergeschoss Fachwerk mit Thüringer Leitermotiv, Brettbaluster, Halbem Mann und halbrunder Schwelle, Krüppelwalmdach, - Scheune: Erdgeschoss Bruchstein, Obergeschoss einriegeliges Fachwerk, - Stall: Erdgeschoss massiv, Obergeschoss Holzkonstruktion mit vorkragender Oberlaube. | 08956301 |
| Direkt Bild zu diesem Denkmal hochladen | Stallgebäude, Seitengebäude (mit Oberlaube), Scheune und Torbogen eines Vierseithofes             | Wildenfelser Straße 103 (Karte)         | 2. Hälfte 18. Jahrhundert      | Baugeschichtlich, ortsbildprägend und wirtschaftsgeschichtlich von Bedeutung, sehr großer Vierseithof, Oberlaube mit Seltenheitswert. - Erste Scheune: Holzkonstruktion mit vorkragender vierjochiger Oberlaube, - Zweite Scheune: Fachwerk verkleidet, - Stall: Erdgeschoss massiv und mit Fachwerk, Obergeschoss Fachwerk, Giebel verkleidet, Wohnhaus ohne Denkmalwert. | 08956302 |
| Direkt Bild zu diesem Denkmal hochladen | Ringofen des ehemaligen Kalkwerkes                                                                | Wildenfelser Straße 105 (neben) (Karte) | um 1880                        | Ortsgeschichtlich und technikgeschichtlich von Bedeutung. aus Backstein | 08956300 |

## Langenbach
| Bild                                    | Bezeichnung                                                 | Lage                           | Datierung                               | Beschreibung | ID       |
| --------------------------------------- | ----------------------------------------------------------- | ------------------------------ | --------------------------------------- | --- | -------- |
| Direkt Bild zu diesem Denkmal hochladen | Villa                                                       | Bahnhofstraße 9 (Karte)        | 2. Hälfte 19. Jahrhundert               | Baugeschichtlich und ortsgeschichtlich von Bedeutung, Teil des ehemaligen Fabrikensembles, erhöhte gelegen, Gründerzeitgebäude mit Ziegelsteinfassade. Über Backsteinsockel zweigeschossiger roter Backsteinbau mit Sandsteingliederungen, Mittelturm und Aussichtsbastion. | 08956294 |
| Weitere Bilder                          | Kirche und Kirchhof mit Einfriedungsmauer                   | Hauptstraße - (Karte)          | 1744/1745                               | Baugeschichtlich, künstlerisch und ortsgeschichtlich von Bedeutung, eine barocke Saalkirche. - Kirche: Einfache barocke Saalkirche, von August Siegert anstelle einer Vorgängerkirche erbaut, 1841 Turmvollendung. 1904 Ausmalung und Einbau von Fenstern im Jugendstil, Restaurierungen 1872, 1888, 1967 (innen) und 1986/87 (außen). Verputzter Sandsteinbau mit dreiseitig geschlossenem Chor, Stichbogenfenster. - Der Westturm: Über quadratischem Grundriss, der spätere oktogonale Aufsatz mit Lisenengliederung, flacher Haube und großer Laterne. - Sakristei und Betstübchen im Osten. - Innenraum und Ausstattung: Lichter Saal mit Stuckspiegel, Emporen an drei Seiten an Hängesäulen. – Kanzelaltar aus der Erbauungszeit mit korinthischer Säulen- und Pilastergliederung und tulpenförmigem Kanzelkorb, über dem Schalldeckel Kruzifix. – Bäuerlich-barocker Taufengel als Lesepult, erste Hälfte 18. Jahrhundert – Betstübchen der Grafen von Schönburg an der Nordseite. – Dort ebenfalls drei spätgotische Schnitzfiguren eines Altars: hll. Katharina, Magdalena und Margareta, wahrscheinlich von Jacob Naumann, datiert 1510. – Barocker Orgelprospekt mit schönburgischem Wappen, die Eule-Orgel von 1904. | 08956321 |
| Direkt Bild zu diesem Denkmal hochladen | Wohnhaus in offener Bebauung                                | Hauptstraße 9 (Karte)          | Ende 19. Jahrhundert                    | Über fast quadratischem Grundriss errichtetes Wohnhaus, baugeschichtlich von Bedeutung, ein Gründerzeitgebäude mit Ziegelsteinfassade, eines der wenigen Beispiele dieses Bautyps im Ort, Pendant zu Nummer 10. Roter Backsteinbau mit Sandsteingliederungen, Eckbetonung und Deutschem Band, originale Haustür. | 08956330 |
| Direkt Bild zu diesem Denkmal hochladen | Wohnhaus in offener Bebauung                                | Hauptstraße 10 (Karte)         | Ende 19. Jahrhundert                    | Über fast quadratischem Grundriss errichtetes Wohnhaus, baugeschichtlich von Bedeutung, ein Gründerzeitgebäude mit Ziegelsteinfassade, eines der wenigen Beispiele dieses Bautyps im Ort, Pendant zu Nummer 9. Über fast quadratischem Grundriss errichtetes Backstein-Wohnhaus, Roter Backsteinbau mit Sandsteingliederungen, Eckbetonung und Deutschem Band, originale Haustür. | 08956329 |
| Direkt Bild zu diesem Denkmal hochladen | Häuslerhaus                                                 | Hauptstraße 21 (Karte)         | 19. Jahrhundert                         | Kleine Fachwerk-Häuslerei, baugeschichtlich und sozialgeschichtlich von Bedeutung, Teil des Ortsbildes. Erdgeschoss massiv, Obergeschoss Fachwerk, zum Teil verschiefert, originale Haustür, Krüppelwalmdach. | 08956326 |
| Weitere Bilder                          | Kriegerdenkmal                                              | Hauptstraße 32 (bei) (Karte)   | 1921 (Kriegerdenkmal)                   | Ortshistorische Bedeutung. Auf breitem Sockel monolithartiges Denkmal mit Bronzetafeln. | 08956324 |
|                                         | Steinkreuz                                                  | Hauptstraße 32 (bei) (Karte)   | Mittelalterlich                         | Als Sühnekreuz von ortshistorischer Bedeutung. aus Sandstein | 08956323 |
| Direkt Bild zu diesem Denkmal hochladen | Wohnstallhaus und Seitengebäude eines Dreiseithofes         | Hauptstraße 35 (Karte)         | 2. Hälfte 18. Jahrhundert               | Baugeschichtlich, sozialgeschichtlich und wirtschaftsgeschichtlich von Bedeutung, Teil der alten Ortsstruktur, Fachwerkbauten, das Fachwerk des Wohnhauses verkleidet. - Wohnstallhaus: Breitgelagerter Baukörper, Erdgeschoss massiv, Obergeschoss Fachwerk verschiefert, Krüppelwalmdach, - Nebengebäude: Kleiner Fachwerkbau, Erdgeschoss massiv (zum Teil verbaut), Obergeschoss Fachwerk, Krüppelwalmdach. | 08956322 |
| Direkt Bild zu diesem Denkmal hochladen | Wohnhaus mit Sparkasse                                      | Hauptstraße 50 (Karte)         | um 1905                                 | Stattliches villenartiges Wohnhaus, baugeschichtlich und ortsgeschichtlich von Bedeutung, mit Jugendstilanklängen, ungewöhnlicher Bau im Dorfkontext. Zweigeschossiger Massivbau mit leicht vorgezogenem Mittelbau, Ornamentik mit Anklängen an Jugendstil und Expressionismus, reiche Dachlandschaft mit Dachhäuschen. | 08956312 |
| Direkt Bild zu diesem Denkmal hochladen | Wohnhaus                                                    | Hauptstraße 51 (Karte)         | 1. Hälfte 19. Jahrhundert               | Großes Fachwerkwohnhaus, baugeschichtlich von Bedeutung, das Fachwerk schieferverkleidet, Teil der alten Ortsstruktur. Erdgeschoss massiv (mit zwei großen Fenstern), Obergeschoss Fachwerk, mit Giebel verschiefert, Krüppelwalmdach. | 08956316 |
| Direkt Bild zu diesem Denkmal hochladen | Gemeindeamt                                                 | Hauptstraße 52 (Karte)         | 1924–1925                               | Großes stattliches Gebäude, baugeschichtlich und ortsgeschichtlich von Bedeutung, Art-déco-Anklänge, ungewöhnlich im Dorfkontext. Der hohe Granitsockel öffnet sich in Arkaden, eingeschossiger Massivbau mit mächtigem, tief heruntergezogenem Dachausbau, Erker über drei Etagen, dort Bleiglasfenster, Wechsel verschiedener Fensterformen und Fensterbekrönungen, Kranzgesims, abwechslungsreiche Dachlandschaft. | 08956313 |
| Direkt Bild zu diesem Denkmal hochladen | Wohnhaus                                                    | Hauptstraße 54 (Karte)         | 1. Hälfte 19. Jahrhundert               | Fachwerkhaus, baugeschichtlich von Bedeutung, Fachwerk verputzt und verschiefert, Teil des Ortsbildes. Erdgeschoss massiv, Obergeschoss Fachwerk verputzt, Giebel verschiefert. | 08956314 |
| Direkt Bild zu diesem Denkmal hochladen | Wohnstallhaus und Scheune eines Bauernhofes                 | Hauptstraße 64 (Karte)         | 1. Hälfte 19. Jahrhundert               | Baugeschichtlich, sozialgeschichtlich und wirtschaftsgeschichtlich von Bedeutung, Fachwerk des Wohnhauses schieferverkleidet, mächtige Scheune, Teil der alten Ortsstruktur. - Wohnstallhaus: Erdgeschoss massiv, Obergeschoss Fachwerk verschiefert, originale Haustür, unsaniert, - Scheune: Langgestreckte Holzkonstruktion, teilsaniert. | 08956317 |
| Direkt Bild zu diesem Denkmal hochladen | Wohnstallhaus, Stallgebäude und Scheune eines Vierseithofes | Hauptstraße 69 (Karte)         | 2. Hälfte 19. Jahrhundert               | Baugeschichtlich, sozialgeschichtlich und wirtschaftsgeschichtlich von Bedeutung, mächtiges Fachwerk-Wohnstallhaus, Fachwerk verkleidet, ortsbildprägend, Teil der alten Ortsstruktur. - Wohnstallhaus: Erdgeschoss massiv, Obergeschoss Fachwerk verschiefert und verkleidet, mächtiges Mansarddach mit Schopf, - Stall: Erdgeschoss massiv, Obergeschoss Fachwerk verschiefert, Satteldach, - Scheune: Erdgeschoss massiv, Obergeschoss Fachwerk verbrettert, Dachhäuschen (2010 beseitigt). | 08956318 |
| Direkt Bild zu diesem Denkmal hochladen | Wohnhaus eines Bauernhofes                                  | Hauptstraße 74 (Karte)         | 1893, sicher älter                      | Fachwerkhaus, baugeschichtlich von Bedeutung, Fachwerk zum Teil verschiefert, Teil der alten Ortsstruktur. Erdgeschoss massiv, verändert, Obergeschoss Fachwerk, Hofseite aufgebrettert, sonst verschiefert, Krüppelwalmdach. | 08956315 |
| Direkt Bild zu diesem Denkmal hochladen | Wohnstallhaus, Stallscheune und Scheune eines Vierseithofes | Hauptstraße 75 (Karte)         | bezeichnet 1905, sicher 18. Jahrhundert | Baugeschichtlich, sozialgeschichtlich, hausgeschichtlich und wirtschaftsgeschichtlich von Bedeutung, großes Fachwerk-Wohnstallhaus, ungewöhnliche Fachwerkkonstruktion am Wohnhaus (Obergeschoss vorkragend, Balkenköpfe und Füllholzer abgerundet), Wohnhausgiebel und Scheune verbrettert, durch erhöhte Lage und Größe ortsbildprägend. - Wohnstallhaus: Breitgelagerter, mächtiger Bau, Erdgeschoss massiv, Obergeschoss Fachwerk mit abgerundeter Schwelle, Giebel und Rückseite verkleidet, Krüppelwalmdach, - Stallscheune: Hohes, massives Erdgeschoss, Obergeschoss Fachwerk, Krüppelwalmdach, - Scheune: Große Holzkonstruktion. | 08956319 |
| Direkt Bild zu diesem Denkmal hochladen | Wohnstallhaus, Stallscheune und Scheune eines Vierseithofes | Hauptstraße 77 (Karte)         | 2. Hälfte 18. Jahrhundert               | Baugeschichtlich, sozialgeschichtlich und wirtschaftsgeschichtlich von Bedeutung, Fachwerkbauten, Scheune verbrettert, ortsbildprägend, Teil der alten Ortsstruktur. - Ehemaliges Wohnstallhaus: Erdgeschoss massiv, Obergeschoss Fachwerk, Steingewände, - Stallscheune: Erdgeschoss massiv, Obergeschoss Fachwerk, Krüppelwalmdach, - Scheune: Holzkonstruktion (heute neues Wohnhaus, altes Wohnstallhaus als Scheune). | 08956320 |
| Direkt Bild zu diesem Denkmal hochladen | Häusleranwesen                                              | Marktsteig 3 (Karte)           | 19. Jahrhundert                         | Fachwerkhaus, baugeschichtlich von Bedeutung, eines der wenigen Denkmäler in der Ortslage Lerchenberg. Erdgeschoss massiv, Obergeschoss Fachwerk, Giebel verschiefert. | 08956286 |
| Direkt Bild zu diesem Denkmal hochladen | Wohnhaus eines Häusleranwesens                              | Marktsteig 5 (Karte)           | 19. Jahrhundert                         | Baugeschichtlich von Bedeutung, Fachwerkwohnhaus, eines der wenigen Denkmäler in der Ortslage Lerchenberg. Erdgeschoss massiv, Obergeschoss Fachwerk aufgebrettert, Giebel verschiefert. | 08956285 |
| Direkt Bild zu diesem Denkmal hochladen | Häuslerhaus                                                 | Marktsteig 13                  | 1. Hälfte 19. Jahrhundert               | Fachwerk-Häuslerei, baugeschichtlich und sozialgeschichtlich von Bedeutung, ortsbildprägend. Erdgeschoss massiv, Obergeschoss Fachwerk, verputzt und verkleidet. | 08956287 |
| Direkt Bild zu diesem Denkmal hochladen | Häuslerhaus                                                 | Waldstraße 5 (Karte)           | Anfang 19. Jahrhundert                  | Fachwerk-Häuslerei, baugeschichtlich und sozialgeschichtlich von Bedeutung, Fachwerk verkleidet, Teil der alten Ortsstruktur. Erdgeschoss massiv mit Garage, Obergeschoss Fachwerk, verschiefert, Giebel verkleidet, Dach Schiefer. | 08956288 |
| Direkt Bild zu diesem Denkmal hochladen | Wohnstallhaus eines Zweiseithofes                           | Waldstraße 20 (Karte)          | 18. Jahrhundert                         | Baugeschichtlich von Bedeutung, Fachwerk verputzt und verschiefert, eines von zwei Denkmälern der Ortslage Neudörfel. Erdgeschoss massiv, Obergeschoss Fachwerk (vermutlich einriegelig) verbrettert und verschiefert, Satteldach, Steingewände. | 08956283 |
| Direkt Bild zu diesem Denkmal hochladen | Wohnstallhaus eines Zweiseithofes                           | Waldstraße 21 (Karte)          | 1. Hälfte 18. Jahrhundert               | Baugeschichtlich von Bedeutung, ungewöhnliche Fachwerkkonstruktion am Wohnhaus (mit zweiriegeligem Fachwerk, Obergeschoss vorkragend, Balkenköpfe und Füllhölzer abgerundet, Halbe-Mann-Figur), wissenschaftlich-dokumentarischer Wert, eines von zwei Denkmälern der Ortslage Neudörfel. Erdgeschoss massiv (Feldsteine), Obergeschoss Fachwerk, Giebel verschiefert, Fachwerk einriegelig mit halbem Mann, abgerundete, vorkragende Schwelle, Rückseite: einriegeliges Fachwerk mit V-Streben, Anbau zweiriegelig auf Feldsteinsockel, marode. | 08956282 |
| Direkt Bild zu diesem Denkmal hochladen | Villa mit Garten und Gartenpavillon                         | Werkstraße 2 (Karte)           | bezeichnet 1894                         | Baugeschichtlich, ortsgeschichtlich und künstlerisch von Bedeutung, prachtvolle Villa (Klinkerfassade) im Neorenaissance-Stil, Teil der Fabrikanlage. - Villa: Zweigeschossiger Backsteinbau mit Sandsteingliederungen, Eckturm mit geschweifter Haube und Laterne, originale Tür, zweigeschossige Holzveranda, - Pavillon: Kleiner Backsteinbau mit pagodenähnlichem Dach. | 08956290 |
| Direkt Bild zu diesem Denkmal hochladen | Villa                                                       | Werkstraße 11 (Karte)          | Ende 19. Jahrhundert                    | Baugeschichtlich, künstlerisch und ortsgeschichtlich von Bedeutung, prachtvolle Villa, vielgliederiger Gründerzeitbau (Klinkerfassade) mit zwei Türmen und zweigeschossiger offener Holzveranda, Teil der Fabrikanlage. Zweigeschossiger Backsteinbau mit Sandsteingliederungen, Eckturm, zweigeschossige Holzveranda. | 08956289 |
| Direkt Bild zu diesem Denkmal hochladen | Wohnstallhaus eines Bauernhofes                             | Wildenfelser Straße 1 (Karte)  | 19. Jahrhundert                         | Kleines Fachwerk-Wohnstallhaus, baugeschichtlich und sozialgeschichtlich von Bedeutung, hübsches Portal, Fachwerk mit V-Streben, Teil der alten Ortsstruktur. Erdgeschoss massiv, Steingewände, Obergeschoss Fachwerk, Giebel zum Teil verschiefert. | 08956327 |
| Direkt Bild zu diesem Denkmal hochladen | Wohnstallhaus eines Bauernhofes                             | Wildenfelser Straße 2 (Karte)  | 19. Jahrhundert                         | Baugeschichtlich von Bedeutung, straßenbildprägendes Fachwerkhaus. Über Bruchsteinsockel Erdgeschoss massiv, Obergeschoss Fachwerk, Steingewände. | 08956328 |
| Direkt Bild zu diesem Denkmal hochladen | Villa mit Villengarten und Brunnen                          | Wildenfelser Straße 37 (Karte) | um 1920                                 | Baugeschichtliche und ortshistorische Bedeutung, Fabrikantenvilla der Papierfabrik, Jugendstil-Anklänge, mit origineller Dachform und Eckturm. Im Wald gelegene vielgliedrige Villa, aufwendig gestalteter Putzbau mit abwechslungsreicher Dachlandschaft, Eckturm und Freitreppe zum englischen Park. | 08956292 |

## Weißbach
| Bild                                    | Bezeichnung | Lage                              | Datierung                                       | Beschreibung | ID       |
| --------------------------------------- | --- | --------------------------------- | ----------------------------------------------- | --- | -------- |
| Weitere Bilder                          | Sachgesamtheitsbestandteil Bergbaulandschaft Hoher Forst: bergbauliche Anlagen – Mundlöcher, Halden, Pingen, Pingenzüge – im Gebiet der Gemeinden Hartmannsdorf bei Kirchberg (OT Hartmannsdorf bei Kirchberg) und Langenweißbach (OT Weißbach), davon gehört zum Teilabschnitt Langenweißbach, OT Weißbach: das Einzeldenkmal Mundloch des Engländerstolln (siehe Einzeldenkmalliste – obj. 09304285) sowie die Sachgesamtheitsteile Halden, Pingen und Pingenzüge | Alter Weg - (Karte)               | 13./14. Jahrhundert                             | Geschlossenes mittelalterliches Bergbaugebiet, Bodenstrukturen und bauliche Anlagen gehören zu den frühesten Sachzeugnissen des westerzgebirgischen Bergbaus und sind daher von bergbaugeschichtlicher Bedeutung, zudem regionalgeschichtliche Bedeutung des während des Zweiten Weltkriegs von Kriegsgefangenen vorgetriebenen Engländerstollns (siehe auch Sachgesamtheitsdokument »Bergbaulandschaft Hoher Forst« obj. 09304282). Denkmaltext: Etwa 5 km nordwestlich des eigentlichen Schneeberger Reviers finden sich bedeutende Reste eines mittelalterlichen Erzbergbaus im Hohen Forst, einem Teilgebiet des ehemaligen Wiesenburger Waldes. Über 160 Pingen und zugehörige Haldenaufschüttungen, größtenteils in zwei parallel verlaufenden Zügen angeordnet, sowie verschiedene als archäologische Bodendenkmäler erfasste Bodenstrukturen wie Wall- und Grabenanlagen, die auf eine mittelalterliche Besiedlung sowie einen Burgkomplex im Hohen Forst verweisen, bilden eine auch heute noch vom Bergbau und der damit verbundenen Besiedlung geformte Landschaft. So hat sich eine kleine Wallanlage der zum Schutz der Silbereinkünfte vom Hohen Forst erbauten und 1329 zerstörten Turmhügelburg des Markgrafen von Meißen erhalten, ebenso wie die größere Wallanlage der nahen Bergbausiedlung Fürstenberg, welche in der 2. Hälfte des 14. Jahrhunderts wüst fiel. Diese ältesten Zeugnisse des späteren Grubenfeldes „Martin Römer“ stammen aus der Blütezeit des hiesigen, überregional bedeutenden Bergbaus auf kupfer- und silberhaltigen Bleierze im 13. und 14. Jahrhundert. Die Grubenbaue erreichten eine für damalige Verhältnisse beachtliche Tiefe von etwa 165 m. Um 1420 wurde der Erzabbau dann zunächst eingestellt, um 1472, nach den beachtlichen Silberfunden am Schneeberg im Jahr 1470, wieder aufgenommen zu werden. Die Wiedergewältigung der alten Grubenbaue und die Erschließung neuer Erzgänge erfolgte unter der Amtshauptmannschaft von Martin Römer. Der Grubenbetrieb war jedoch unrentabel. Bis 1800 sind daher über 80 verschiedene Gewerkschaften und Eigenlehner nachweisbar. Zuletzt wurden die Grubengebäude zwischen 1793 und 1819 von Schichtmeister Abraham Beyer wieder aufgewältigt, darunter ab 1795 der wichtigste Stolln des Reviers, nun als Martin-Römer-Stolln bezeichnet. Nach der Einstellung des Betriebs wurden die Schächte verbühnt, durch die im Laufe der Zeit verstürzenden Schachtgebäude entstanden die heute noch sichtbaren Pingen. Die alten Grubenbaue wurden schließlich in der NS-Zeit auf Wolframit erkundet. Der Untersuchungsbetrieb gehörte als Betriebsteil der Gewerkschaft Schneeberger Bergbau zum Staatskonzern Sachsenerz Bergwerke AG. Ab 1940 folgten erste Schürfarbeiten im Grubenfeld „Martin Römer“. 1943 bis 1945 wurde ein Untersuchungsstolln, heute als „Engländerstolln“ bezeichnet, von Kriegsgefangenen vorgetrieben. Aufgrund des Kriegsendes kam es allerdings nicht mehr zur Förderung von Wolframerzen, der neue Stolln wurde zugemauert, die Schürfschächte abgedeckt und verstürzt. Heutige Situation: Von den über 160 erhaltenen Pingen im Hohen Forst zeigen hauptsächlich die in zwei parallel verlaufendenZügen angeordneten Pingen Lage und Verlauf der Haupterzgänge im Hohen Forst an. Der markantere der beiden Pingenzüge markiert auf etwa 800 m Länge den Erzgang des Martin-Römer-Stehnden. Der Martin-Römer-Stolln erschließt die Grubengebäude dieses Erzganges, das zugehörige Stollnmundloch befindet sich dabei im südwestlichen Bereich des Grubenfeldes (vgl. Einzeldenkmaldokument – obj. 09304284). Von hier aus verläuft der Stolln zunächst in östlicher Richtung bis zum Erzgang und folgt diesem anschließend in Richtung Nordnordost. Zwei der größten Pingen markieren die ehemaligen Lichtlöcher 8 und 9, welche zwischen 1793 und 1819 zu Haupt- bzw. Förderschächten ausgebaut wurden. Die Pingen der Lichtlöcher 1 und 2 nahe dem Stollnmundloch sind ganzjährig mit Wasser gefüllt, sie werden daher auch als Hechtlöcher bezeichnet. Der zweite Pingenzug mit einer Länge von etwa 500 m dokumentiert den Verlauf des Jung-Martin-Römer-Erzgangs. Das Stollnmundloch des Engländerstollns befindet sich im nordöstlichen Bereich des Grubenfeldes (vgl. Einzeldenkmaldokument – obj. 09304285). Der Stolln selbst wurde zunächst in südwestlicher Richtung in den Berg getrieben. Am Stollnkreuz zweigen dann zwei Strecken nach Nordnordwest und Südsüdost ab, wobei letztere schließlich auf den mittelalterlichen Martin-Römer-Stolln trifft. (LfD/2012) | 09304283 |
| Weitere Bilder                          | Mundloch des Engländerstolln – Einzeldenkmal der oben genannten Sachgesamtheit (Teilabschnitt Langenweißbach, OT Weißbach) | Alter Weg - (Karte)               | 1944–1945 (Stollnvortrieb)                      | Regional- und bergbaugeschichtlich von Bedeutung. Denkmaltext: Nachdem 1819 der Silberbergbau im Grubenfeld „Martin Römer“ stillgelegt wurde, startete zur Zeit des Nationalsozialismus ab 1937 noch ein weiterer Versuch im Hohen Forst Erze abzubauen. Die alten Grubenbaue wurden nun allerdings auf Wolframit erkundet, da Wolfram eine hohe Bedeutung als Stahlveredler besaß. Der Untersuchungsbetrieb gehörte als Betriebsteil der Gewerkschaft Schneeberger Bergbau zum Staatskonzern Sachsenerz Bergwerke AG. Ab 1940 folgten erste Schürfarbeiten im Grubenfeld „Martin Römer“. 1943 bis 1945 trieben englische und später auch amerikanische Kriegsgefangene einen Untersuchungsstolln, heute als „Engländerstolln“ bezeichnet, vor. Dabei fuhren sie 1945 auch den Martin-Römer-Stolln an (vgl. Einzeldenkmaldokument – obj. 09304284). Allerdings kam es aufgrund des Kriegsendes nicht mehr zur Förderung von Wolframerzen, der neue Stolln wurde zugemauert, die Schürfschächte abgedeckt und verstürzt. Die 1944 errichteten Betriebsgebäude wurden später wieder abgebrochen. 1991 versah die Bergsicherung den Stolln mit einer Betonplombe, erst seit 2003 ist er wieder geöffnet und zugänglich. Das gemauerte und betonierte Mundloch des Engländerstollns befindet sich im nordöstlichen Bereich des Grubenfeldes. Der Stolln selbst wurde zunächst in südwestlicher Richtung in den Berg getrieben. Am Stollnkreuz zweigen dann zwei Strecken nach Nordnordwest und Südsüdost ab, wobei die letztere schließlich auf den mittelalterlichen Martin-Römer-Stolln trifft. Der Abraum wurde in Hunten auf den erhaltenen Gleisen mit 600 mm Spurweite aus dem Berg gefördert und vor dem Mundloch zu Halden verkippt. (LfD/2012) | 09304285 |
| Direkt Bild zu diesem Denkmal hochladen | Wohnhaus | Birkenweg 3 (Karte)               | 2. Hälfte 19. Jahrhundert                       | Kleines Fachwerkwohnhaus, baugeschichtlich von Bedeutung, hübsches Portal, Fachwerk verkleidet, Teil des Straßenbildes. Erdgeschoss massiv, Steingewände, Obergeschoss Fachwerk verkleidet, Krüppelwalmdach mit Dachhecht. | 08956231 |
| Direkt Bild zu diesem Denkmal hochladen | Wohnhaus | Drosselweg 8 (Karte)              | 2. Hälfte 19. Jahrhundert                       | Fachwerkhaus, baugeschichtlich von Bedeutung, durch erhöhte Lage ortsbildprägend. Erdgeschoss massiv, Obergeschoss Fachwerk, Giebel verbrettert, originale Haustür. | 08956202 |
| Direkt Bild zu diesem Denkmal hochladen | Wohnhaus eines ehemaligen Vierseithofes (ehemalige Mühle) | Erlenweg 2 (Karte)                | 2. Hälfte 19. Jahrhundert                       | Baugeschichtlich und ortsgeschichtlich von Bedeutung, schöne Hauseingangstür, Obergeschoss Fachwerk verkleidet, straßenbildprägend. Erdgeschoss massiv, Steingewände, mit originaler Haustür, Obergeschoss Fachwerk verschiefert, Krüppelwalmdach. | 08956244 |
| Direkt Bild zu diesem Denkmal hochladen | Scheune | Finkenweg 1 (Karte)               | 2. Hälfte 19. Jahrhundert                       | Große frei stehende Fachwerkscheune, baugeschichtlich von Bedeutung, Fachwerkkonstruktion mit großen Andreaskreuzen und V-Streben, ortsbildprägend. | 08956227 |
| Direkt Bild zu diesem Denkmal hochladen | Wohnstallhaus und Stallscheune eines Bauernhofes | Hermannsdorfer Straße 7 (Karte)   | um 1720                                         | Baugeschichtlich, sozialgeschichtlich und wirtschaftsgeschichtlich von Bedeutung, stattlicher Bauernhof (heute Zweiseithof, ehemals vermutlich Vierseithof), ungewöhnliche Fachwerkkonstruktion am Wohnhaus (Obergeschoss vorkragend, Wilde-Mann-Figur), Teil des Straßenbildes. - Wohnstallhaus: Erdgeschoss massiv, Obergeschoss Fachwerk mit vorkragender Schwelle und Wilder-Mann-Figur und Krüppelwalmdach, - Stallscheune: Erdgeschoss massiv, Obergeschoss mit vorkragender Schwelle, Halber-Mann-Figur. | 08956220 |
| Direkt Bild zu diesem Denkmal hochladen | Wohnstallhaus und Scheune eines Zweiseithofes | Hermannsdorfer Straße 9 (Karte)   | 2. Hälfte 19. Jahrhundert                       | Baugeschichtlich und wirtschaftsgeschichtlich von Bedeutung, stattlicher Zweiseithof, Fachwerkbauten, die Scheune teilweise verbrettert, durch erhöhte Lage ortsbildprägend. - Wohnstallhaus: Erdgeschoss massiv, Obergeschoss Fachwerk, Krüppelwalmdach mit Dachhecht, - Scheune: Fachwerk und Holzkonstruktion. | 08956221 |
| Direkt Bild zu diesem Denkmal hochladen | Häuslerhaus | Hermannsdorfer Straße 14 (Karte)  | um 1800                                         | Kleine Fachwerkhäuslerei in Hanglage, baugeschichtlich und sozialgeschichtlich von Bedeutung, Teil des Straßenbildes. Über hohem, massivem Sockelgeschoss Fachwerk, zum Teil verschiefert. | 08956222 |
| Direkt Bild zu diesem Denkmal hochladen | Häuslerhaus | Hermannsdorfer Straße 20 (Karte)  | um 1800                                         | Kleine Fachwerkhäuslerei, baugeschichtlich und sozialgeschichtlich von Bedeutung, Fachwerk verschiefert, wissenschaftlich-dokumentarischer Wert. | 08956225 |
| Direkt Bild zu diesem Denkmal hochladen | Häuslerhaus | Hermannsdorfer Straße 30 (Karte)  | Mitte 19. Jahrhundert                           | Kleines Fachwerkwohnhaus, baugeschichtlich von Bedeutung, Fachwerk verkleidet, straßenbildprägend. Erdgeschoss massiv, Obergeschoss Fachwerk verschiefert, Krüppelwalmdach. | 08956243 |
| Direkt Bild zu diesem Denkmal hochladen | Wohnhaus eines Bauernhofes | Hermannsdorfer Straße 41 (Karte)  | um 1800                                         | Großes Fachwerkwohnhaus, baugeschichtlich von Bedeutung, Fachwerk verkleidet, straßenbildprägend, Ecke Langenbacher Straße. Erdgeschoss massiv, Obergeschoss Fachwerk verkleidet, Giebel verschiefert, Satteldach, fälschlicherweise erfasst unter der Anschrift: Langenbacher Straße 41. | 08956242 |
| Direkt Bild zu diesem Denkmal hochladen | Wohnhaus | Hermannsdorfer Straße 46 (Karte)  | bezeichnet 1859                                 | Fachwerkhaus, Fachwerk verputzt, schönes klassizistisches Türportal, wissenschaftlich-dokumentarischer Wert, baugeschichtlich von Bedeutung. Erdgeschoss massiv, Tür mit Granitgewände, Sturz bezeichnet „18 CDH 59“, Obergeschoss Fachwerk verputzt, Schieferdach, Abbruchgenehmigung von 2001, Abbruch wurde bis 2010 nicht vollzogen. | 08956238 |
| Direkt Bild zu diesem Denkmal hochladen | Wohnstallhaus und Stallscheune eines Dreiseithofes | Hermannsdorfer Straße 65 (Karte)  | um 1800                                         | Baugeschichtlich und wirtschaftsgeschichtlich von Bedeutung, Fachwerk zum Teil verbrettert und verschiefert, Teil der alten Ortsstruktur. - Wohnhaus: Alter Baukörper, Erdgeschoss massiv, verändert, Obergeschoss Fachwerk, verkleidet, im Giebel liegende Fenster, Krüppelwalmdach, - Stallscheune: Erdgeschoss Bruchstein, Obergeschoss Fachwerk, verkleidet, Krüppelwalmdach. | 08956382 |
| Direkt Bild zu diesem Denkmal hochladen | Wohnhaus | Hermannsdorfer Straße 67 (Karte)  | um 1800                                         | Großes Fachwerkwohnhaus, baugeschichtlich von Bedeutung, Teil der alten Ortsstruktur. Erdgeschoss massiv, Obergeschoss Fachwerk verschiefert, zum Teil Zierschiefer, Schieferdach mit Dachhecht. | 08956240 |
| Direkt Bild zu diesem Denkmal hochladen | Wohnstallhaus, Scheune mit Anbau eines Zweiseithofes | Hermannsdorfer Straße 68 (Karte)  | 1. Hälfte 19. Jahrhundert                       | Baugeschichtlich, sozialgeschichtlich und wirtschaftsgeschichtlich von Bedeutung, in Fachwerkbauweise, Fachwerk verkleidet, malerisch auf einer Anhöhe am Ortsrand gelegen. - Wohnstallhaus: Erdgeschoss massiv, Obergeschoss Fachwerk verkleidet, Krüppelwalmdach, - Scheune: Erdgeschoss Fachwerk und Holzkonstruktion, Obergeschoss Holz, kleiner Anbau: massiv. | 08956241 |
| Weitere Bilder                          | Wegestein | Kretschamweg - (Karte)            | 19. Jahrhundert                                 | Verkehrsgeschichtlich von Bedeutung. Wegestein aus Sandstein, bezeichnet „nach Kirchberg .. St./ nach Schneeberg 1 St./ nach Langenbach 1 St.“ | 08956258 |
| Direkt Bild zu diesem Denkmal hochladen | Wohnhaus in offener Bebauung | Kretschamweg 1 (Karte)            | 2. Hälfte 19. Jahrhundert                       | Villenartiges Wohnhaus, baugeschichtlich von Bedeutung, ein Gründerzeitgebäude mit zweifarbiger Ziegelsteinfassade, straßenbildprägend. Über hohem Sockel aus Polygonmauerwerk eingeschossiger roter Backsteinbau mit Gliederungen in gelbem Klinker und Gusssteinen, Dacherker und Dachhäuschen. | 08956259 |
| Direkt Bild zu diesem Denkmal hochladen | Wohnhaus in offener Bebauung und Einfriedung | Lärchenweg 2 (Karte)              | um 1880                                         | Baugeschichtlich von Bedeutung, stattliches Gründerzeithaus mit mehrfarbiger Ziegelsteinfassade, straßenbildprägend. Zweigeschossiger roter Backsteinbau, 6 zu 3 Achsen, Gliederung in gelbem Backstein und Gusssteinen, Dachhäuschen. | 08956230 |
| Direkt Bild zu diesem Denkmal hochladen | Häuslerhaus | Mühlweg 3 (Karte)                 | 1. Hälfte 19. Jahrhundert                       | Fachwerk-Häuslerei, baugeschichtlich und sozialgeschichtlich von Bedeutung, Fachwerk verkleidet, Teil der alten Ortsstruktur. Erdgeschoss massiv, Obergeschoss Fachwerk verkleidet und verschiefert. | 08956254 |
| Direkt Bild zu diesem Denkmal hochladen | Häuslerhaus | Mühlweg 5                         |                                                 | | 08956256 |
| Direkt Bild zu diesem Denkmal hochladen | Stallscheune (mit Oberlaube) eines Bauernhofes | Pfauenweg 2 (Karte)               | 18. Jahrhundert                                 | Baugeschichtlich und wirtschaftsgeschichtlich von Bedeutung, Fachwerk-Stallscheune mit seltener neunjochiger Oberlaube, Singularität. | 08956237 |
| Weitere Bilder                          | Wegestein | Saupersdorfer Straße - (Karte)    | 19. Jahrhundert                                 | Verkehrsgeschichtliche und ortshistorische Bedeutung. Sandstein mit Inschriften. | 08956266 |
| Weitere Bilder                          | Wegestein | Schneeberger Straße - (Karte)     | 19. Jahrhundert                                 | Verkehrsgeschichtliche und ortshistorische Bedeutung. Sandstein mit Inschriften, Lage: Am Autohaus Schneeberger Straße 62. | 08956267 |
| Weitere Bilder                          | Wegestein | Schneeberger Straße - (Karte)     | 19. Jahrhundert                                 | Verkehrsgeschichtliche und ortshistorische Bedeutung. Mit Kilometerangabe. | 08956276 |
|                                         | Gasthof | Schneeberger Straße 1 (Karte)     | 2. Hälfte 18. Jahrhundert                       | Baugeschichtliche und ortshistorische Bedeutung, großer, stattlicher Gasthof, Fachwerk verkleidet. Verputzter Massivbau, Giebel mit Fachwerk, Krüppelwalmdach. | 08956278 |
| Direkt Bild zu diesem Denkmal hochladen | Wohnhaus | Schneeberger Straße 8 (Karte)     | 18. Jahrhundert                                 | Stattliches Fachwerkhaus, baugeschichtlich und ortsgeschichtlich von Bedeutung, Giebel verbrettert, straßenbildprägend. Erdgeschoss Bruchstein mit Steingewänden, Obergeschoss Fachwerk, Krüppelwalmdach mit Dachhäuschen, originale Haustür. | 08956281 |
| Direkt Bild zu diesem Denkmal hochladen | Wohnstallhaus | Schneeberger Straße 36 (Karte)    | 2. Hälfte 18. Jahrhundert                       | Baugeschichtlich von Bedeutung, großes, stattliches Wohnstallhaus, Fachwerk verkleidet, straßenbildprägend. Massivbau, Giebel in Fachwerk, verkleidet, Krüppelwalmdach. | 08956277 |
| Direkt Bild zu diesem Denkmal hochladen | Wohnhaus | Schneeberger Straße 38 (Karte)    | 19. Jahrhundert                                 | Fachwerkwohnhaus, baugeschichtlich von Bedeutung, schönes barockes Korbbogenportal, Fachwerk verkleidet, straßenbildprägend. Erdgeschoss massiv mit schönem Türstock und Schlussstein aus Granit, Obergeschoss Fachwerk, verkleidet und verschiefert, Krüppelwalmdach mit Dachhäuschen. | 08956279 |
| Weitere Bilder                          | Wohnhaus | Schulstraße 1 (Karte)             | 18. Jahrhundert                                 | Fachwerkwohnhaus mit ehemaligem Laden, baugeschichtlich von Bedeutung, seltene Fachwerkkonstruktion (vorkragendes Obergeschoss mit profilierten Balkenköpfen und Füllhölzern), straßenbildprägend. Erdgeschoss massiv, Obergeschoss Fachwerk, Giebel zum Teil verschiefert, Krüppelwalmdach mit Dachhäuschen, originale Tür, seitlich breiteres Korbbogenfenster (ehemals Laden), Anbau ohne Denkmalwert. | 08956235 |
|                                         | Wohnhaus | Schulstraße 2 (Karte)             | letztes Drittel 19. Jahrhundert                 | Mächtiges Fachwerk-Wohnhaus, in erhöhter Lage, ortsbildprägend und baugeschichtlich von Bedeutung. Über hohem Sockel Erdgeschoss massiv, Obergeschoss Fachwerk verschiefert, Krüppelwalmdach, heute von Sparkasse genutzt. | 08956234 |
| Weitere Bilder                          | Salvatorkirche, Kirchhof und Kriegerdenkmal für die Gefallenen des Ersten Weltkrieges auf dem Kirchhof | Schulstraße 4 (Karte)             | 1515/1516                                       | Baugeschichtlich, künstlerisch, kunstgeschichtlich, ortsgeschichtlich und ortsbildprägend von Bedeutung, stattliche gotische Saalkirche mit beachtlicher Ausstattung. - Ehrenhain mit Granitkubus und zwei Inschriftplatten aus Granit. | 08956204 |
| Weitere Bilder                          | Schule | Schulstraße 5 (Karte)             | um 1880                                         | Baugeschichtliche, künstlerische und ortshistorische Bedeutung, ein großer historistischer Ziegelbau im Stil der Deutschen Neurenaissance. Zweigeschossig, Gliederungen in Sandstein, leicht vorgezogener Mittelrisalit mit Säulenportal, großem Fenster mit Muschelmotiv und Staffelgiebel. | 08956233 |
|                                         | Pfarrhof mit Pfarrhaus (Nr. 6), zwei aneinandergebauten Seitengebäuden (Nr. 6a), Pfarrgarten und Einfriedung | Schulstraße 6; 6a (Karte)         | bezeichnet 1771                                 | Imposanter Pfarrhof mit mächtigem Pfarrhaus, baugeschichtlich, ortsgeschichtlich und platzbildprägend von Bedeutung, das Fachwerk des Pfarrhauses verschiefert, Teil der alten Ortsstruktur. - Pfarrhaus: Großer Massivbau in Hanglage, Obergeschoss und dreigeschossiger Giebel verschiefert, - Gärtnerhaus (heute Pfarramt) und Scheune: Erdgeschoss massiv, Obergeschoss Fachwerk, - Scheune/Seitengebäude: Bezeichnet 1741, Granitgewölbe. | 08956206 |
|                                         | Mietvilla mit Nebengebäude und Vorgarten | Schulstraße 8 (Karte)             | bezeichnet 1909                                 | Prachtvolle Villa, baugeschichtlich, künstlerisch und ortsgeschichtlich von Bedeutung, mit Jugendstildekor und hölzernem Eingangshäuschen, eines der wenigen Denkmäler dieser Zeit im Ort. Mit aufwendiger Dachlandschaft, zweigeschossiger Putzbau mit zahlreichen figürlichen aufgeputzten Reliefs, schöner Holzvorbau mit originalen Fenstern, bezeichnet „RG 1909“, umgebender Garten/Park. | 08956232 |
| Direkt Bild zu diesem Denkmal hochladen | Gasthaus | Schulstraße 9 (Karte)             | 1908                                            | Baugeschichtliche und ortshistorische Bedeutung, stattliches Gründerzeitgebäude in Ziegelstein. Zweigeschossiger roter Backsteinbau, Gliederung in grünen Ziegeln, moderner Vorbau und Anbau ohne Denkmalwert. | 08956229 |
| Direkt Bild zu diesem Denkmal hochladen | Wohnhaus in offener Bebauung und Einfriedung | Schulstraße 11 (Karte)            | um 1880                                         | Baugeschichtlich von Bedeutung, Gründerzeitgebäude mit mehrfarbiger Ziegelsteinfassade und aufwendiger Gestaltung, straßenbildprägend. Roter Backsteinbau mit gelben Gliederungen und Gusssteinen, Dacherker. | 08956228 |
| Direkt Bild zu diesem Denkmal hochladen | Wohnhaus | Schulstraße 24 (Karte)            | bezeichnet 1847, Kern älter                     | Fachwerkhaus, baugeschichtlich von Bedeutung, hübsches Portal, Fachwerk verschiefert, straßenbildprägend. Erdgeschoss Bruchstein, Obergeschoss Fachwerk, zum Teil verschiefert, mit einriegeligem Fachwerk, Krüppelwalmdach. | 08956236 |
| Direkt Bild zu diesem Denkmal hochladen | Wohnstallhaus, Scheune und Einfriedung eines Zweiseithofes | Sonnenweg 7 (Karte)               | 19. Jahrhundert                                 | Baugeschichtlich von Bedeutung, Fachwerk des Wohnhauses verschiefert, durch erhöhte Lage ortsbildprägend. - Wohnstallhaus: Erdgeschoss massiv, Obergeschoss Fachwerk – zum Teil verschiefert, Krüppelwalmdach und Dachhecht, - Scheune: Holzkonstruktion. | 08956268 |
| Direkt Bild zu diesem Denkmal hochladen | Wohnhaus | Thomas-Müntzer-Straße 6 (Karte)   | um 1720                                         | Fachwerkwohnhaus, baugeschichtlich von Bedeutung, aufwändige Fachwerkkonstruktion (einriegelig mit V-Streben), Seltenheitswert. Erdgeschoss massiv, ehemalige Tür zur Hälfte zugesetzt, Obergeschoss Fachwerk, Satteldach. | 08956252 |
| Direkt Bild zu diesem Denkmal hochladen | Wohnhaus | Thomas-Müntzer-Straße 15 (Karte)  | um 1800, wohl älter                             | Großes, straßenbildprägendes Fachwerkwohnhaus, baugeschichtlich von Bedeutung, mit vorkragendem Fachwerk. Über hohem Sockel massives Erdgeschoss, Obergeschoss Fachwerk mit abgerundeter Schwelle, Satteldach. | 08956255 |
| Direkt Bild zu diesem Denkmal hochladen | Wohnhaus | Thomas-Müntzer-Straße 16 (Karte)  | um 1720                                         | Kleines Fachwerkhaus, baugeschichtlich und sozialgeschichtlich von Bedeutung, bemerkenswerte Fachwerkkonstruktion (K-Streben und einriegeliges Fachwerk), Seltenheitswert. Erdgeschoss massiv, Obergeschoss Fachwerk, Giebel zum Teil verschiefert. | 08956248 |
| Direkt Bild zu diesem Denkmal hochladen | Wohnhaus eines Bauernhofes | Thomas-Müntzer-Straße 20 (Karte)  | Ende 18. Jahrhundert                            | Großes Fachwerkwohnhaus, baugeschichtlich von Bedeutung, Fachwerk verschiefert, straßenbildprägend. Massives Erdgeschoss über hohem Sockel mit Stützpfeiler, Obergeschoss Fachwerk verschiefert, Satteldach in Schiefer mit Dachhecht und Dacherker, durch Fenstereinbau verändert. | 08956247 |
| Direkt Bild zu diesem Denkmal hochladen | Dreiseithof mit Wohnstallhaus, Stallgebäude, Scheune, Einfriedung und Hofpflasterung mit Pferdegöpelbahn | Thomas-Müntzer-Straße 24 (Karte)  | bezeichnet 1889                                 | Stattlicher Dreiseithof in Fachwerkbauweise, baugeschichtlich, sozialgeschichtlich und wirtschaftsgeschichtlich von Bedeutung, das Fachwerk am Wohnhaus vorkragend, durch erhöhte Lage bildprägend. - Wohnstallhaus (Denkmalwert zweifelhaft): Erdgeschoss massiv, Obergeschoss Fachwerk, zum Teil verändert, im Innern Kreuzgratgewölbe, - Scheune (ehemaliges Wohnhaus): Erdgeschoss massiv, Obergeschoss einriegeliges Fachwerk, - Stall: Erdgeschoss und Obergeschoss Fachwerk, im Hof Pferdegöpel. | 08956219 |
| Direkt Bild zu diesem Denkmal hochladen | Wohnhaus | Thomas-Müntzer-Straße 26 (Karte)  | 2. Hälfte 19. Jahrhundert                       | Stattliches Fachwerkwohnhaus, baugeschichtlich von Bedeutung, hübsches Portal, Fachwerk verschiefert, Teil des Straßenbildes. Erdgeschoss massiv, Obergeschoss Fachwerk verschiefert, Satteldach mit Dachhäuschen. | 08956216 |
| Direkt Bild zu diesem Denkmal hochladen | Stallscheune eines Bauernhofes | Thomas-Müntzer-Straße 27 (Karte)  | bezeichnet 1911, sicher älter                   | Baugeschichtlich und wirtschaftsgeschichtlich von Bedeutung, Fachwerk in Stockwerksbauweise, Seltenheitswert. Erdgeschoss massiv, zwei Obergeschosse Fachwerk. | 08956253 |
| Direkt Bild zu diesem Denkmal hochladen | Wohnhaus | Thomas-Müntzer-Straße 36 (Karte)  | um 1800                                         | Fachwerkwohnhaus, baugeschichtlich und sozialgeschichtlich von Bedeutung, Fachwerk mit zahlreichen V-Streben, wissenschaftlich-dokumentarischer Wert. Erdgeschoss massiv, Obergeschoss Fachwerk, Giebel verschiefert. | 08956215 |
| Direkt Bild zu diesem Denkmal hochladen | Wohnstallhaus, Stallscheune (über winkelförmigem Grundriss) und Einfriedung eines Dreiseithofes | Thomas-Müntzer-Straße 41 (Karte)  | 2. Hälfte 18. Jahrhundert                       | Baugeschichtlich, wirtschaftsgeschichtlich und sozialgeschichtlich von Bedeutung, Fachwerk am Wohnhaus verschiefert, Stallscheune verbrettert, straßenbildprägend. - Wohnstallhaus: Erdgeschoss massiv, Obergeschoss Fachwerk verschiefert und verkleidet, - Scheune: Erdgeschoss massiv, Obergeschoss Holzkonstruktion. | 08956251 |
| Direkt Bild zu diesem Denkmal hochladen | Wohnhaus in offener Bebauung | Thomas-Müntzer-Straße 46 (Karte)  | 2. Hälfte 19. Jahrhundert                       | Baugeschichtlich von Bedeutung, ein Gründerzeitgebäude mit Ziegelsteinfassade, eines der wenigen Beispiele dieses Bautyps im Ort, straßenbildprägend. Zweigeschossiger roter Backsteinbau, Gliederung mit Gusssteinen und deutschem Band, 4 zu 3 Achsen, Walmdach, alter Blitzableiter. | 08956213 |
| Direkt Bild zu diesem Denkmal hochladen | Wohnhaus | Thomas-Müntzer-Straße 53 (Karte)  | bezeichnet 1863                                 | Größeres Fachwerkwohnhaus, baugeschichtlich und sozialgeschichtlich von Bedeutung, Fachwerk verschiefert, straßenbildprägend. Erdgeschoss massiv mit Porphyrgewänden, Obergeschoss Fachwerk verschiefert. | 08956250 |
| Direkt Bild zu diesem Denkmal hochladen | Wohnhaus | Thomas-Müntzer-Straße 55 (Karte)  | 1. Hälfte 19. Jahrhundert                       | Fachwerkwohnhaus, baugeschichtlich und sozialgeschichtlich von Bedeutung, Fachwerk verkleidet, Teil der alten Ortsstruktur. Erdgeschoss massiv, Obergeschoss Fachwerk verschiefert, originale Haustür. | 08956249 |
|                                         | Wohnhaus | Thomas-Müntzer-Straße 56 (Karte)  | bezeichnet 1869                                 | Stattliches massives Wohnhaus, Altes Posthaus, orts- und baugeschichtlich von Bedeutung, im spätklassizistischen Stil, schöne Putzfassade, Teil der alten Ortsstruktur. Verputzter Backsteinbau, mit Putznutung im Erdgeschoss und Eckquaderung, schönes Porphyrportal bezeichnet „G.A.S. 1869“, Obergeschoss Putzspiegel und Winterfenster, Satteldach. | 08956210 |
| Direkt Bild zu diesem Denkmal hochladen | Wohnhaus | Thomas-Müntzer-Straße 57 (Karte)  | bezeichnet 1861                                 | Fachwerkwohnhaus, baugeschichtlich von Bedeutung, hübsches Portal, Fachwerk verkleidet, schöne Lage in der Aue. Erdgeschoss massiv, Steingewände, Türsturz bezeichnet, Obergeschoss Fachwerk verschiefert, drei Dachhäuschen. | 08956245 |
| Direkt Bild zu diesem Denkmal hochladen | Wohnhaus | Thomas-Müntzer-Straße 58 (Karte)  | 1. Hälfte 19. Jahrhundert                       | Fachwerkwohnhaus, baugeschichtlich von Bedeutung, Fachwerk verkleidet, Teil der alten Ortsstruktur. Erdgeschoss massiv, durch Ladeneinbau verändert, Obergeschoss Fachwerk verschiefert, Krüppelwalmdach und Dachhäuschen. | 08956209 |
| Direkt Bild zu diesem Denkmal hochladen | Wohnstallhaus, Scheune und Toranlage eines Dreiseithofes | Thomas-Müntzer-Straße 59 (Karte)  | bezeichnet 1818, Kern 2. Hälfte 18. Jahrhundert | Baugeschichtlich, sozialgeschichtlich und wirtschaftsgeschichtlich von Bedeutung, Fachwerkgebäude, Fachwerkschwelle am Wohnhaus profiliert, gutes Beispiel für die Holzbauweise. - Wohnstallhaus: Groß, Erdgeschoss massiv, Obergeschoss Fachwerk, Krüppelwalmdach, - Scheune: Erdgeschoss Fachwerk und massiv, Obergeschoss verschiefert, - Tor: Breiter Korbbogen in Bruchstein. | 08956246 |
| Direkt Bild zu diesem Denkmal hochladen | Wohnhaus | Thomas-Müntzer-Straße 60 (Karte)  | um 1720                                         | Fachwerkwohnhaus, baugeschichtlich und sozialgeschichtlich von Bedeutung, Fachwerkschwelle profiliert, ortsbildprägend durch erhöhte Lage. Erdgeschoss massiv, verändert, Obergeschoss Fachwerk mit Halber-Mann-Figur, aufgebrettert, Satteldach. | 08956383 |
| Direkt Bild zu diesem Denkmal hochladen | Wohnhaus | Thomas-Müntzer-Straße 61 (Karte)  | um 1720                                         | Fachwerkhaus, baugeschichtlich von Bedeutung, mit einriegeligem Fachwerk, Wilder-Mann-Figur und vorkragender Schwelle, bedeutendes Beispiel des Fachwerkbaus. Erdgeschoss massiv, verändert. | 08956217 |
|                                         | Gasthof | Thomas-Müntzer-Straße 62 (Karte)  | 2. Hälfte 19. Jahrhundert                       | Baugeschichtlich und ortsgeschichtlich von Bedeutung, ein Gründerzeitgebäude, Teil der alten Ortsstruktur. Zweigeschossiger Massivbau mit Krüppelwalmdach und Dachhäuschen, 9 zu 4 Achsen, im Obergeschoss Saal, Erdgeschoss weite Korbbogenfenster, kleineres Nebengebäude zur Rückseite, Eckbetonung durch Kolossalpilaster (= Lisenen) am Nebengebäude, Abbruch Nebengebäude festgestellt 2008, Nebengebäude hatte nicht die Anschrift Thomas-Müntzer-Straße 64. | 08956207 |
| Direkt Bild zu diesem Denkmal hochladen | Wohnhaus | Thomas-Müntzer-Straße 63 (Karte)  | 18. Jahrhundert                                 | Fachwerkwohnhaus, baugeschichtlich von Bedeutung, bemerkenswerte Fachwerkkonstruktion mit einriegeligem Fachwerk, K-Streben und vorkragender Schwelle, bedeutendes Beispiel des Fachwerkbaus. Erdgeschoss massiv, verändert. | 08956218 |
| Direkt Bild zu diesem Denkmal hochladen | Wohnhaus in offener Bebauung | Thomas-Müntzer-Straße 68 (Karte)  | 2. Hälfte 19. Jahrhundert                       | Baugeschichtlich von Bedeutung, ein Gründerzeitgebäude mit mehrfarbiger Ziegelsteinfassade, straßenbildprägend. Über Sockel aus Polygonmauerwerk zweigeschossiger roter Backsteinbau mit Gliederungen in gelbem Klinker und Gusssteinen, Dachhäuschen. | 08956260 |
| Direkt Bild zu diesem Denkmal hochladen | Dreiseithof mit Wohnhaus, Stallgebäude und Scheune sowie Hofmauer | Thomas-Müntzer-Straße 74 (Karte)  | 2. Hälfte 18. Jahrhundert                       | Stattlicher Dreiseithof in Fachwerkbauweise, baugeschichtlich, sozialgeschichtlich und wirtschaftsgeschichtlich von Bedeutung, Fachwerk des Wohnhauses verkleidet, durch erhöhte Lage ortsbildprägend. Wohnhaus: Erdgeschoss massiv, Obergeschoss Fachwerk verkleidet und verschiefert, Steingewände, originale Fenstergrößen erhalten, Stall und Scheune mit preußischem Fachwerk. | 08956261 |
| Direkt Bild zu diesem Denkmal hochladen | Wohnhaus | Thomas-Müntzer-Straße 76 (Karte)  | 1. Hälfte 19. Jahrhundert                       | Fachwerkwohnhaus, baugeschichtlich von Bedeutung, Fachwerk verschiefert, Teil der alten Ortsstruktur. Erdgeschoss massiv, Steingewände, Obergeschoss Fachwerk verschiefert, steiles Dach. | 08956263 |
| Direkt Bild zu diesem Denkmal hochladen | Häuslerhaus | Thomas-Müntzer-Straße 80 (Karte)  | 1. Hälfte 19. Jahrhundert                       | Kleine Fachwerk-Häuslerei, baugeschichtlich und sozialgeschichtlich von Bedeutung, Fachwerk verschiefert, Teil der alten Ortsstruktur. Erdgeschoss massiv mit Steingewänden, Obergeschoss Fachwerk mit Zierschiefer. | 08956265 |
| Direkt Bild zu diesem Denkmal hochladen | Stallscheune und Scheune eines Dreiseithofes | Thomas-Müntzer-Straße 82 (Karte)  | 1. Hälfte 19. Jahrhundert                       | Baugeschichtlich und wirtschaftsgeschichtlich von Bedeutung, Beispiel für die Holzbauweise. - Stallscheune: Erdgeschoss massiv, Obergeschoss Fachwerk, drei Seiten verkleidet, - Scheune: Fachwerk mit Drempel. | 08956337 |
| Direkt Bild zu diesem Denkmal hochladen | Dreiseithof mit Wohnstallhaus, Scheune, Stallgebäude und Hofmauer | Thomas-Müntzer-Straße 83 (Karte)  | 1. Hälfte 19. Jahrhundert                       | Baugeschichtlich, sozialgeschichtlich und wirtschaftsgeschichtlich von Bedeutung, Fachwerkgebäude, Fachwerk verkleidet, Teil des Straßenbildes. - Wohnstallhaus: Erdgeschoss massiv, Obergeschoss Fachwerk verschiefert, Flachbogentür, - Stall: Erdgeschoss massiv, Obergeschoss Holzkonstruktion, - Scheune: Holzkonstruktion. | 08956214 |
| Direkt Bild zu diesem Denkmal hochladen | Häuslerhaus | Thomas-Müntzer-Straße 85 (Karte)  | um 1800                                         | Kleines Fachwerkhaus, baugeschichtlich und sozialgeschichtlich von Bedeutung, Fachwerk verkleidet, Teil der alten Ortsstruktur. Erdgeschoss massiv, Obergeschoss Fachwerk verschiefert, steiles Dach. | 08956212 |
| Direkt Bild zu diesem Denkmal hochladen | Häuslerhaus | Thomas-Müntzer-Straße 87 (Karte)  | um 1800                                         | Kleines Fachwerkhaus, baugeschichtlich und sozialgeschichtlich von Bedeutung, Fachwerk verkleidet, Teil der alten Ortsstruktur. Erdgeschoss massiv, zum Teil verändert, Obergeschoss Fachwerk, zum Teil verschiefert. | 08956211 |
| Direkt Bild zu diesem Denkmal hochladen | Wohnhaus und Nebengebäude | Thomas-Müntzer-Straße 95 (Karte)  | 18. Jahrhundert                                 | Stattliches Fachwerkhaus, Nebengebäude Massivbau, baugeschichtlich und wirtschaftsgeschichtlich von Bedeutung, hübsches Portal am Wohnhaus, Fachwerk verschiefert, Teil der alten Ortsstruktur, markante Lage nahe der Kirche. Gegenüber dem Erbkretscham errichtetes großes Fachwerkgebäude, Erdgeschoss massiv, Obergeschoss Fachwerk verschiefert, Krüppelwalmdach, Nebengebäude massiv, Lastenaufzug, Tor. | 08956208 |
| Direkt Bild zu diesem Denkmal hochladen | Vierseithof mit Wohnstallhaus, Stallgebäude, Seitengebäude und Scheune | Thomas-Müntzer-Straße 102 (Karte) | 2. Hälfte 18. Jahrhundert                       | Stattlicher Vierseithof, überwiegend in Fachwerkbauweise, baugeschichtlich, sozialgeschichtlich und wirtschaftsgeschichtlich von Bedeutung, Fachwerk des Wohnhauses verschiefert, straßenbildprägend. - Wohnstallhaus: Breitgelagerter Bau, Erdgeschoss massiv, Obergeschoss Fachwerk verschiefert, Krüppelwalmdach, teilsaniert, - Nebengebäude: Erdgeschoss massiv, Obergeschoss Fachwerk, zum Teil verschiefert, Stall und Scheune unsaniert. | 08956272 |
| Direkt Bild zu diesem Denkmal hochladen | Häuslerhaus | Thomas-Müntzer-Straße 104 (Karte) | 2. Hälfte 19. Jahrhundert                       | Fachwerk-Häuslerei, baugeschichtlich und sozialgeschichtlich von Bedeutung, mit hübschem Portal, weitgehend authentisch erhalten, straßenbildprägend. Erdgeschoss massiv, Obergeschoss Fachwerk, Giebel verschiefert, Krüppelwalmdach und Dachhaus. | 08956271 |
| Direkt Bild zu diesem Denkmal hochladen | Scheune eines Bauernhofes | Thomas-Müntzer-Straße 108 (Karte) | 2. Hälfte 19. Jahrhundert                       | Große stattliche Fachwerk-Scheune, wirtschaftsgeschichtlich von Bedeutung, straßenbildprägend. Preußisches Fachwerk mit Drempel. | 08956273 |
| Direkt Bild zu diesem Denkmal hochladen | Wohnhaus | Thomas-Müntzer-Straße 115 (Karte) | bezeichnet 1850                                 | Großes Fachwerkwohnhaus, baugeschichtlich von Bedeutung, mit hübschem Portal, Fachwerk verschiefert, Teil der alten Ortsstruktur. Erdgeschoss massiv mit Steingewänden, Obergeschoss Fachwerk verschiefert, Dachhäuschen. | 08956262 |
| Direkt Bild zu diesem Denkmal hochladen | Häuslerhaus | Thomas-Müntzer-Straße 121 (Karte) | um 1720                                         | Kleine Fachwerk-Häuslerei, baugeschichtlich und sozialgeschichtlich von Bedeutung, interessante Fachwerkkonstruktion am Giebel. Erdgeschoss massiv (zur Zeit durch vorgehängte Plastefassade zur Straße verändert), Obergeschoss einriegeliges Fachwerk mit halbem Mann, Dachhäuschen, originale Haustür. | 08956264 |
| Direkt Bild zu diesem Denkmal hochladen | Wohnstallhaus eines Dreiseithofes | Waldwinkel 6 (Karte)              | 2. Hälfte 17. Jahrhundert                       | Baugeschichtlich und hausgeschichtlich von Bedeutung, Fachwerk verkleidet, eines der wenigen Denkmäler im Waldwinkel. - Wohnstallhaus: Erdgeschoss massiv, Obergeschoss Fachwerk verschiefert, Schieferdach, - Erste Scheune: Erdgeschoss massiv, Obergeschoss Fachwerk und Holz, - Zweite Scheune: Holz- und Fachwerk-Konstruktion, Scheune und Seitengebäude Streichung 2014. | 08956274 |
| Direkt Bild zu diesem Denkmal hochladen | Wohnstallhaus eines Bauernhofes | Wiesenweg 3 (Karte)               | 2. Hälfte 18. Jahrhundert                       | Fachwerkhaus, baugeschichtlich von Bedeutung, Fachwerk verschiefert, trotz Veränderungen noch denkmalwert. Alter Baukörper, Erdgeschoss massiv, verändert, Stützpfeiler, Obergeschoss Fachwerk, verschiefert, Krüppelwalmdach. | 08956336 |
| Direkt Bild zu diesem Denkmal hochladen | Häuslerhaus | Wiesenweg 4 (Karte)               | Mitte 19. Jahrhundert                           | Kleines, hohes Fachwerkhaus, baugeschichtlich und sozialgeschichtlich von Bedeutung, Fachwerk verschiefert, ortsbildprägende Lage, Blickpunkt oberhalb der Aue. Hohes, massives Erdgeschoss, Obergeschoss Fachwerk verschiefert, Krüppelwalmdach. | 08956270 |